# Đo hồi âm

Lược đồ hoạt động đo sâu hồi âm

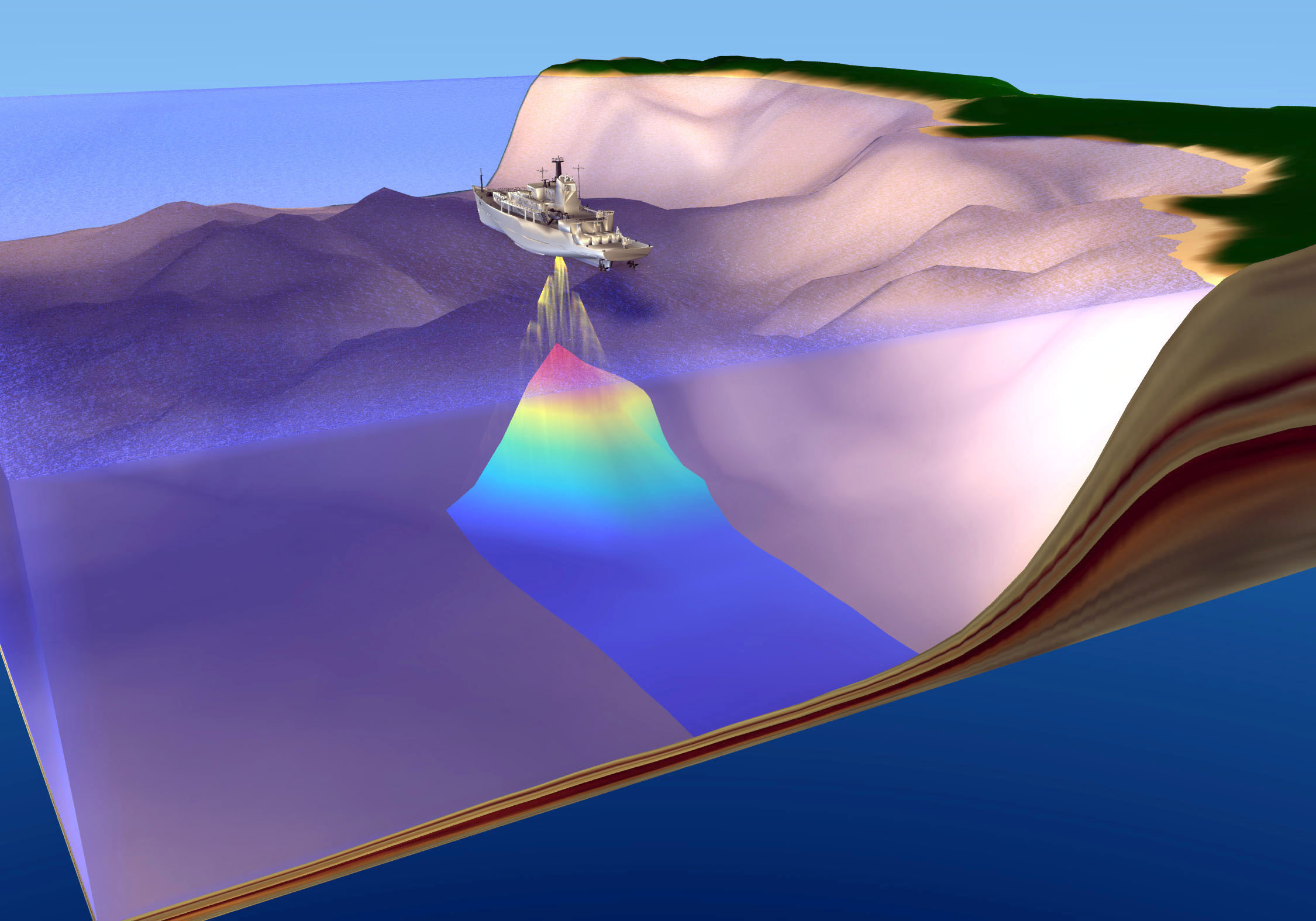
Minh họa đo sâu hồi âm đa tia (multibeam echosounder).

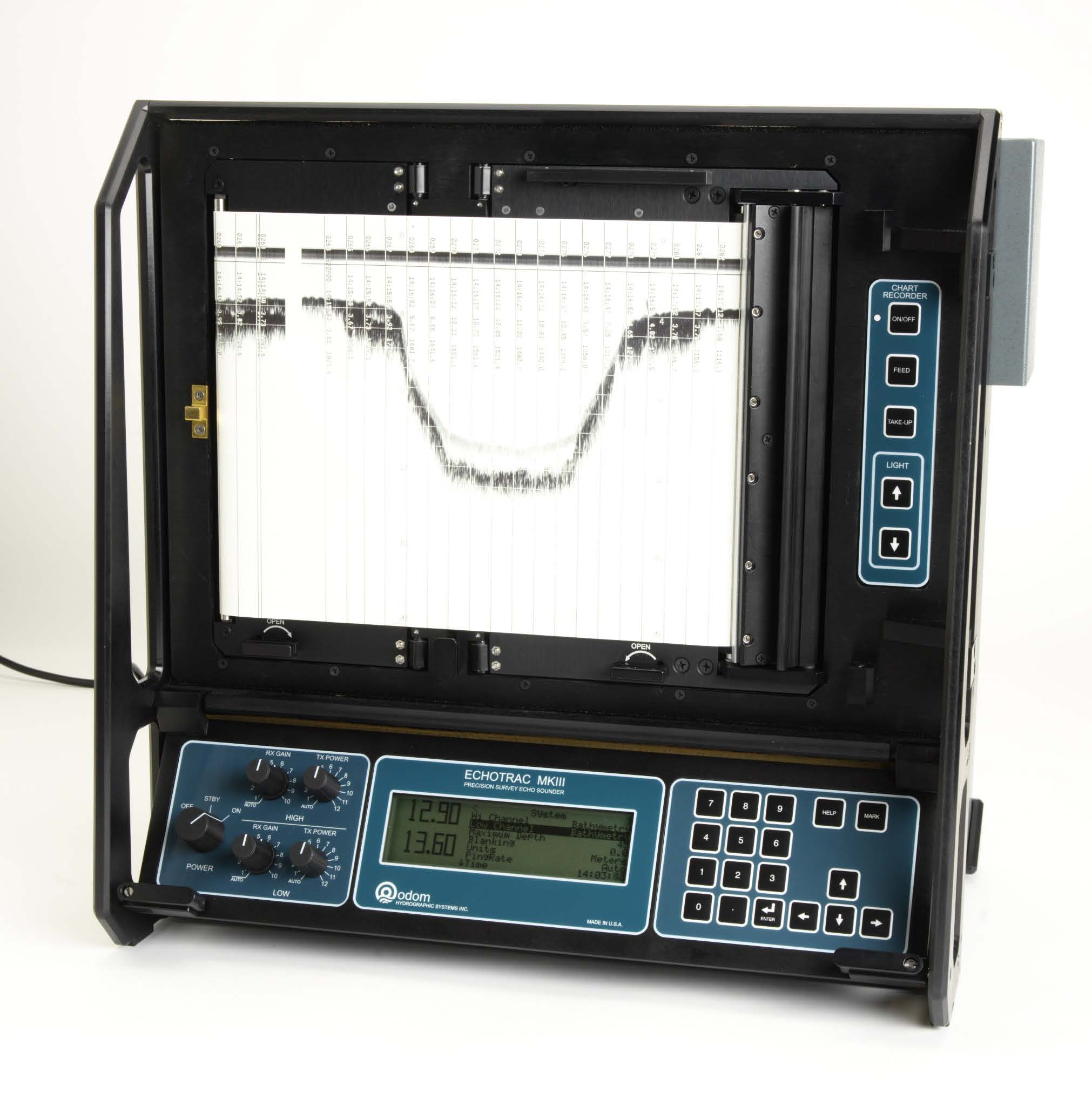
Máy đo sâu hồi âm hai tia Teledyne Odom MkIII

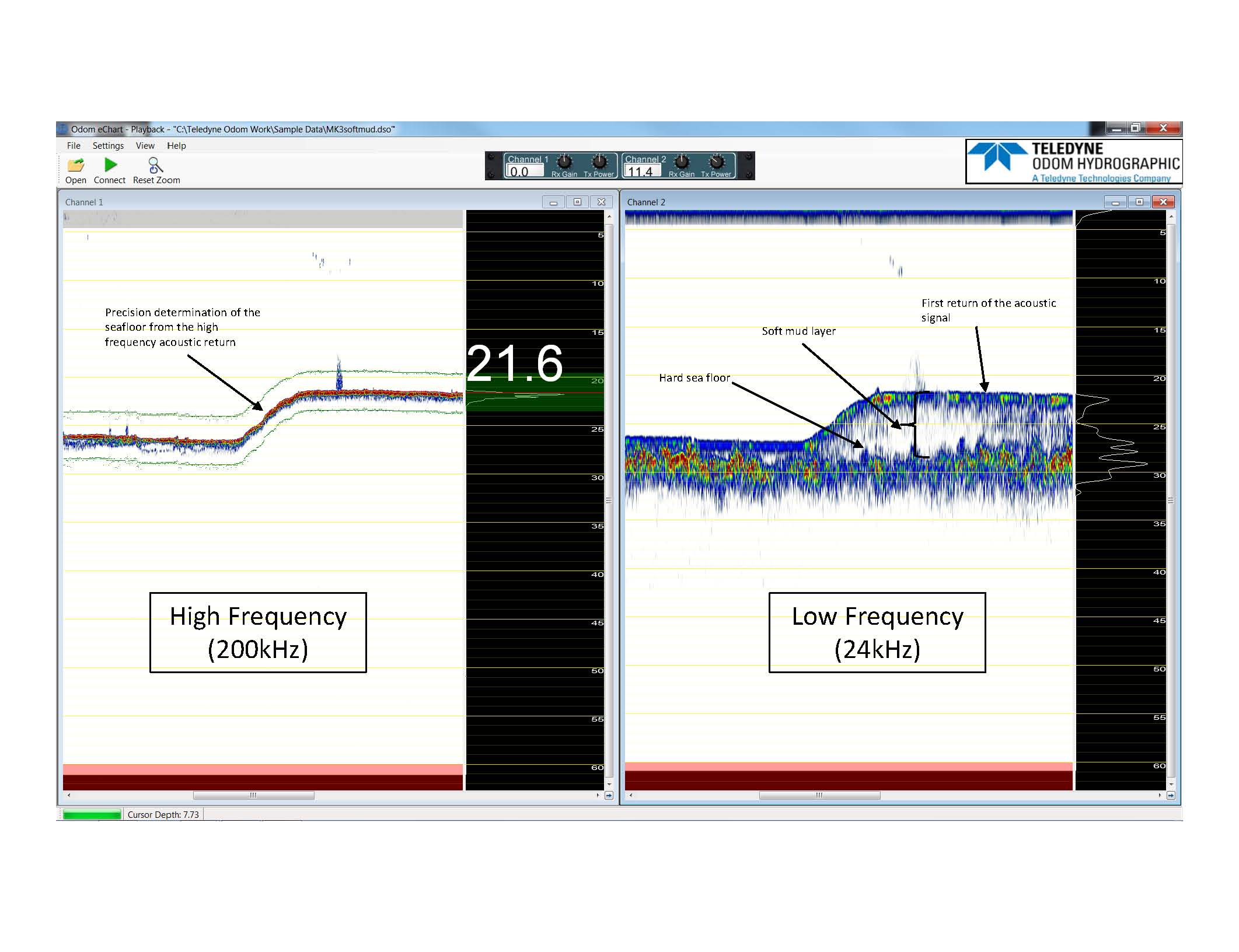
Sự khác nhau khi sử dụng đo sâu hồi âm 1 tia và 2 tia sóng

Đo hồi âm hay đo sâu hồi âm (Echo sounding) là một loại sonar công suất nhỏ, dùng cho xác định độ sâu vùng nước. Máy đo thực hiện bằng cách phát xung siêu âm vào nước và thu nhận tín hiệu phản xạ từ đáy nước, từ đó xác định ra độ sâu.
Đo sâu hồi âm được sử dụng trên các tàu thuyền cần đến xác định độ sâu đáy nước ở vùng nước nông như sông hồ, biển ven bờ, ven đảo hay rạn san hô,... Chúng phục vụ trong quân sự, trong nghiên cứu thủy văn, nghiên cứu biển hay sông hồ, và cả mục đích dân sự đơn thuần là tìm luồng lạch để di chuyển.
Trước khi có các hệ đo lường quốc tế như hệ SI, ở một số quốc gia thì đo độ sâu vùng nước thường tính bằng sải (fathom) nên máy còn có tên là máy đo sải nước (fathometer).

## Kỹ thuật quan sát
Máy đo sâu hồi âm là máy Sonar chủ động công suất nhỏ. Thông thường các đầu phát-thu được gắn cạnh tàu thuyền sao cho khi gặp sóng nước thì không lộ ra, phát sóng từ gần mặt nước.
Tín hiệu từ đầu thu được theo dõi liên tục, hiện trên màn hình trượt hoặc in băng ghi giấy nhiệt, ở dạng một đường ghi có mã hóa cường độ tín hiệu theo thang độ xám hoặc thang màu. Băng ghi như vậy hiện ra hình ảnh mặt cắt hồi âm dọc hành trình. Trong trường hợp thuận lợi có thể hiện ra được những ranh giới hay dị vật trong lớp bùn đáy.
Độ sâu đối tượng được tính bằng một nửa thời gian phản xạ sóng nhân với tốc độ âm thanh trong nước, vào cỡ 1450 m/s, hoặc làm tròn là 1500 m/s. Trong nghiên cứu thủy văn thì để có độ sâu chính xác hơn cần đo tốc độ này, hoặc tính từ quan hệ tốc độ với độ mặn và nhiệt độ.

## Thủy văn học
Trong nghiên cứu thủy văn học, việc xác định đáy nước cần chi tiết hơn là dò đường. Máy đo hồi âm kỹ thuật cũng phức tạp hơn, phục vụ đo độ sâu (bathymetry) và xác định cả trạng thái đáy nước, như là đá cứng, dị vật, cát, bùn hay thảm thực vật. Độ cao đáy biển và trạng thái đáy là thông tin cần có để lập Bản đồ địa hình trên vùng biển, hoặc vùng nước nói chung.
Máy sử dụng đa tia đa tần. Về nguyên lý làm việc một số máy gần như dạng Sonar quét sườn (Side Scan Sonar).
Những máy này làm việc ở hai tần số: tần số thấp 24 hoặc 33 kHz, và tần số cao cỡ 200 kHz. Xung được phát đồng thời, và sự khác nhau về tần số đủ lớn để mạch xử lý tín hiệu tách được chúng với nhau. Tần số 200 kHz dùng cho nghiên cứu chi tiết, phân giải cao đến độ sâu 100 m. Tần số thấp dùng cho độ sâu lớn hơn, trong nghiên cứu biển sâu và đại dương, nhằm tránh sự hấp thụ của nước đối với dao động tần cao trên khoảng cách lớn.

## Ứng dụng
Các yêu cầu chính xác của máy đo âm vang thủy văn được xác định theo tiêu chuẩn của Tổ chức Thủy văn quốc tế (IHO).

## Đối tượng nghiên cứu
- Thủy quyển